# John Letts
John Letts (Houston, 11 maggio 1964) è un ex tennista statunitense.

## Carriera
In carriera ha vinto un titolo di doppio, il Tel Aviv Open nel 1986, in coppia con lo svedese Peter Lundgren. Nei tornei del Grande Slam ha ottenuto il suo miglior risultato raggiungendo i quarti di finale di doppio agli Australian Open nel 1985, in coppia con Michael Robertson.

## Statistiche

### Doppio

#### Vittorie (1)
| Numero | Anno            | Torneo                  | Superficie | Compagno       | Avversari in finale        | Punteggio     |
| 1.     | 12 ottobre 1986 | Tel Aviv Open, Tel Aviv | Cemento    | Peter Lundgren | Christo Steyn Danie Visser | 6-3, 3-6, 6-3 |

### Doppio

#### Finali perse (3)
| Numero | Anno            | Torneo                         | Superficie | Compagno           | Avversari in finale         | Punteggio     |
| 1.     | 15 gennaio 1989 | Heineken Open, Auckland        | Cemento    | Bruce Man Son Hing | Steve Guy Shūzō Matsuoka    | 6-7, 6-7      |
| 2.     | 16 aprile 1989  | Seoul Open, Seul               | Cemento    | Bruce Man Son Hing | Scott Davis Paul Wekesa     | 2-6, 4-6      |
| 3.     | 6 gennaio 1991  | Wellington Classic, Wellington | Cemento    | Jaime Oncins       | Luiz Mattar Nicolás Pereira | 6-4, 6-7, 2-6 |